# Model heliocèntric

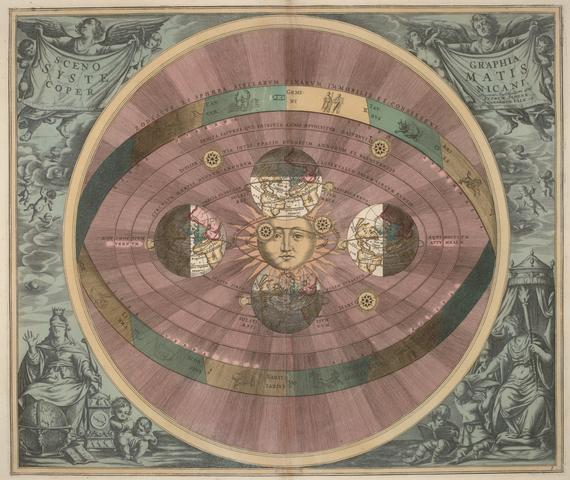
Sistema Solar heliocèntric

El model heliocèntric o heliocentrisme (Hèlios = déu grec del Sol i kentros = centre) és el model cosmològic segons en el qual el Sol és el centre del sistema solar i tots els planetes orbiten al seu voltant.
Va ser proposat per primera vegada a l'antiga Grècia per Aristarc de Samos, com a resposta al model geocèntric, i va anar evolucionant a través dels anys i de diferents filòsofs que el van defensar. Durant els segles xvi i xvii, després de ser ressuscitat per Nicolau Copèrnic, va ser motiu d'una important disputa amb el model geocèntric. Finalment, l'heliocentrisme es va imposar. Gran part dels problemes d'acceptació del model heliocèntric venien per motius religiosos. Si a la Bíblia surt que l'ésser humà és el centre de la creació perquè està fet a imatge i semblança de Déu, no podia ser que la terra on ell habitava no fos el centre de l'univers.

## Del model geocèntric a l'heliocèntric
Els primers filòsofs que van especular sobre l'estructura de l'Univers van ser els grecs, entre els quals destaca la cosmologia aristotèlica. El sistema que plantejava Aristòtil era el geocèntric, és a dir, amb la Terra en el centre i els altres cossos celestes girant al seu voltant. Segons la cosmologia aristotèlica, el cosmos és finit, ordenat, esfèric, ple, geocèntric, geoestàtic. Dividit en dues regions clarament diferenciades pels elements materials amb els quals estan constituïdes i pel tipus de moviment, amb una regió supralunar (el cel), formada per esferes concèntriques d'èter, matèria incorruptible (eterna) i amb moviment circular, i una regió sublunar (la Terra, esfèrica), quieta al mig de l'Univers, formada per terra esfèrica, aigua, aire i foc, en moviment lineal i també tenia el pensament de que la matèria és corruptible, és a dir, es fa malbé.
Més tard, Claudi Ptolemeu va plantejar un model de l'Univers molt semblant al d'Aristòtil. La seva teoria deia que la Terra roman en el centre mentre els planetes, la Lluna i el Sol descriuen complicades òrbites al voltant d'ella. A Ptolemeu el preocupava que el model funcionés des del punt de vista matemàtic, i no tant que expliqués la realitat sobre el moviment planetari. El seu model va ser admès durant catorze segles fins que van ser acceptades les teories de Copèrnic.
La teoria Heliocèntrica és un model astronòmic en el qual la Terra i els planetes es mouen al voltant d'un Sol que es troba relativament al centre del sistema solar.
Històricament, l'heliocentrisme s'oposava al geocentrisme, que col·locava la Terra al centre. La idea que la Terra gira al voltant del Sol va ser proposada al segle iii aC per Aristarc de Samos, però no va rebre cap suport dels astrònoms de l'antiguitat.
No va ser fins al segle xvi, durant el renaixement, que un model matemàtic completament predictiu d'un sistema heliocèntric va ser presentat pel matemàtic, astrònom i clergue catòlic polonès Nicolau Copèrnic, amb la publicació el 1543 del llibre De Revolutionibus Orbium Coelestium. Això va marcar l'inici del qual es coneix a la història de la ciència com la «revolució copernicana».

## Evolució del model heliocèntric

### Aristarc de Samos
Aristarc de Samos va ser el primer filòsof que va defensar un sistema heliocèntric del sistema solar, que col·locava el Sol, i no la Terra, en el centre de l'univers conegut., aproximadament cap al 200 aC. Tot i que la seva teoria s'acostava més a la realitat que cap altra, no va tenir gaire èxit, ja que en aquell moment la creença predominant defensava un sistema geocèntric. Els astrònoms de l'època veien que els planetes i el Sol giraven al voltant de la Terra, que es trobava en el centre de l'univers. Els plantejaments del reconegut Aristòtil fets uns pocs anys abans es trobaven completament arrelats en la societat i no deixaven lloc a dubtes i venien a reforçar la dita tesi malgrat que es rebel·laven certs problemes a eixes afirmacions, com les trajectòries erràtiques de Venus i, sobretot, Mart que a vegades es movien avant i arrere en contradicció a la teoria aristotèlica deia que tots els moviments i les formes del cel eren cercles perfectes.

### Nicolau Copèrnic

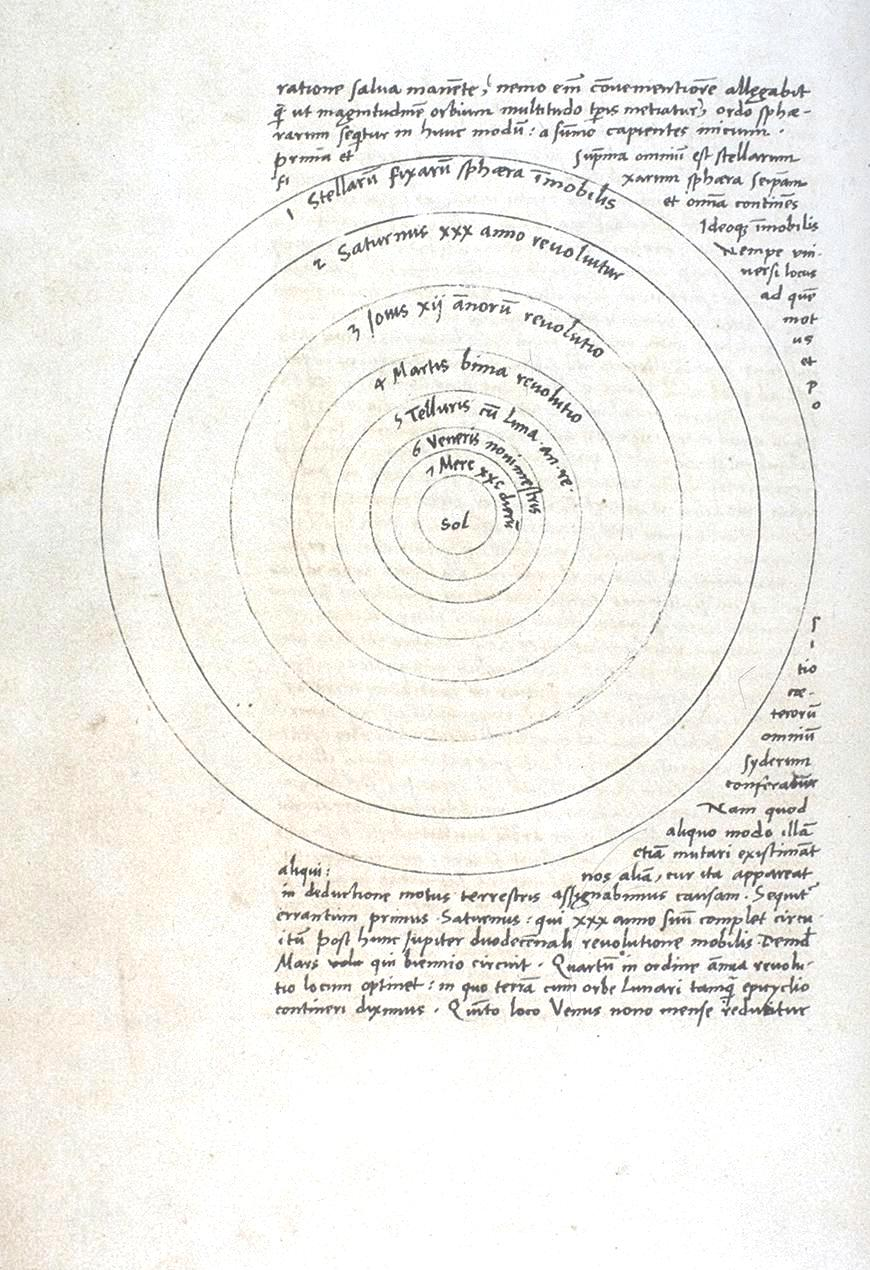
Manuscrit de De Revolutionibus Orbium Coelestium

Copèrnic es considera el primer científic que va proposar, demostrar i defensar un model heliocèntric. Va revolucionar l'astronomia i la ciència en general al postular que la Terra i els altres planetes es mouen en òrbites circulars al voltant del Sol (excepte la Lluna que gira al voltant de la Terra). Adoptà la revolucionària idea d'una Terra en moviment que, a més, gira sobre si mateixa, mentre el Sol roman immòbil. La seva idea era tan revolucionària que buscà suport en els filòsofs grecs com Aristarc.
El seu motiu central era el càlcul correcte de les posicions planetàries i per a això no dubtà a trencar amb una tradició de més de 2.000 anys d'una Terra en repòs. Aquest model no s'adaptava satisfactòriament si no s'introduïen unes corbes anomenades epicicles, amb el que resultava gairebé tan complicat com el model ptolemaic. No obstant això, explicava de forma més senzilla les irregularitats dels planetes (moviment retrògrad, canvis de lluentor, etc.).
Va publicar les seves idees, pòstumament, el 1543, en el llibre De Revolutionibus Orbium Coelestium.

### Giordano Bruno
Bruno mantenia la idea que si es restituïa a la Terra el moviment de rotació, el moviment diürn estel·lar esdevenia una il·lusió, i ja no hi havia cap motiu per a pensar que els estels equidistaven del centre, ni que la regió estel·lar fos finita. Thomas Digges ja havia arribat a aquesta conclusió el 1576. Però, segons ell, la regió estel·lar infinita era la llar de Déu, els àngels, i els benaventurats. Digges conservava la idea de les esferes dels planetes, i mostrava la Terra com l'únic lloc on es produïa el naixement i la mort i, per tant, com un lloc imperfecte respecte a la immutabilitat dels cels i a la beatitud estel·lar. El 1584 publicà dos importants diàlegs filosòfics en els quals elimina les esferes planetàries abans que ho fessin Cristoph Rothmann, el 1586, i després Tycho Brahe, el 1587. Concep la idea d'un cel fluid, ple d'una substància (aire pur, èter, o spiritus), que no oposa resistència al moviment dels astres, que es mouen per propi impuls. Abandona la idea de jerarquia dins l'Univers. La Terra és un astre més. Déu deixa de tenir una relació especial amb aquesta regió, per tenir la mateixa en totes les regions, i considera infinit l'Univers, per qualitat pròpia. Bruno afirma també que l'Univers és homogeni, ple dels quatre elements (aigua, terra, foc, i aire), que componen també els astres, i sotmesa la matèria a una única llei universal i necessària. Però si no hi ha diferències entre els astres, i entre la Terra i el cel, entre el Sol i els estels, això implica que el Sol és un estel més, i els estels són sols. Si l'Univers és homogeni, com diu Bruno, els altres estels també tenen planetes. Així, l'Univers esdevé homogeni i infinit, tant en l'espai com en el temps. Així doncs, aquesta concepció és aliena a la concepció cristiana. Contradiu la idea d'un judici final, perquè l'Univers és estable i permanent. La idea de Déu és immanent a un univers infinit.
El conjunt format pel Sol i els planetes és la unitat fonamental de l'Univers infinit. Segons Bruno, la potència infinita d'un Déu infinit crea necessàriament un univers infinit, format per un nombre infinit de sistemes solars, separats per vastes regions plenes d'èter, perquè l'espai buit no existeix. Bruno no arriba al concepte de galàxia. Els cometes són part del synodus ex mundis, astres, i no -com sostenien altres autors- criatures efímeres, instruments divins, nuncis de la providència. El cometa és un món, és a dir, un astre permanent, format pels quatre elements. La seva concepció cosmològica està marcada per la infinitud, l'homogeneïtat, i la isotropia. La unitat és el sistema planetari. La matèria està unida a un principi actiu animista i intel·ligent, d'estructura discontínua, feta d'àtoms. Amb aquesta perspectiva materialista i animista, infinitista i atomista, Giordano Bruno anticipa les notes essencials de la cosmologia del segle xx.

### Galileo Galilei
Va millorar el telescopi i, per tant, l'observació astronòmica, i va donar suport a la teoria heliocèntrica de Nicolau Copèrnic. De vegades se l'anomena "el pare de l'observació astronòmica", el "pare de la física moderna", el "pare de la ciència, o de la ciència moderna". Va ser el primer a adonar-se de la veritable magnitud de l'Univers. Va observar estrelles mai vistes fins llavors. Va descobrir els quatre satèl·lits de Júpiter i va constatar que giren al voltant d'aquest planeta i que per tant la Terra no és el centre de tots els moviments dels cossos celestes; va descobrir els cràters de la Lluna i les taques solars, el que posava en dubte que els astres estiguessin compostos per un èter immutable diferent dels elements terrestres. A més va descobrir les fases de Venus.
Per a les seves explicacions, que gairebé li van costar la vida, va adoptar el model heliocèntric de Copèrnic, però va seguir suposant òrbites circulars per als planetes.

### Tycho Brahe
Brahe va proposar un model geoheliocèntric, segons el qual la Terra està en el centre de l'Univers però tots els altres planetes (excepte la Lluna) giren al voltant del Sol, i aquest al voltant de la Terra. Brahe pensava que el progrés en astronomia no podia aconseguir-se per l'observació ocasional i les investigacions puntuals sinó que es necessitaven mesures sistemàtiques nit rere nit utilitzant els instruments més precisos possibles. Les mesures de Brahe sobre la posició dels planetes amb el temps van passar a mans de Kepler a la seva mort.

### Kepler
Johannes Kepler va col·laborar amb l'astrònom Tycho Brahe durant els últims anys de vida d'aquest últim. Brahe li va llegar un completíssim catàleg estel·lar amb anotacions dels moviments dels planetes, sobretot de Mart. A partir d'aquestes dades i de les seves pròpies teories Kepler es va adonar que les teories de Brahe no encaixaven amb una suposada òrbita circular, encara que sí amb un model heliocèntric. Així doncs, Kepler va arribar a la conclusió que els planetes giren entorn del Sol descrivint òrbites el·líptiques en comptes de circulars i el Sol se situa en un dels focus de l'el·lipse. Va enunciar llavors les lleis sobre el moviment dels planetes:

1. Tots els planetes descriuen òrbites el·líptiques amb el Sol situat en un dels focus.

2. La recta que uneix un planeta amb el Sol comprèn àrees iguals en temps iguals.

3. El quadrat del període del moviment d'un planeta és directament proporcional al cub de la distància mitjana del planeta al Sol. 

Aquestes lleis són vàlides per al moviment dels planetes al voltant del Sol i per al moviment dels satèl·lits al voltant d'un planeta.
Va inventar una versió millorada del telescopi refractor, i va ajudar a legitimar els descobriments telescòpics del seu contemporani Galileo Galilei. El 1627 va publicar les Tabulae Rudolphine, a les quals va dedicar un enorme esforç, i que durant més d'un segle es van usar en tot el món per a calcular les posicions dels planetes i les estrelles. Utilitzant les lleis del moviment planetari va ser capaç de predir satisfactòriament el trànsit de Venus de l'any 1631 amb què la seva teoria va quedar confirmada.

### Isaac Newton
Isaac Newton va definir les lleis de tipus matemàtic iniciades per Galileu. Els seus estudis van abastar un gran nombre de disciplines. Va aplicar les lleis de la dinàmica a l'estudi dels fenòmens naturals per a elaborar la seva explicació de la realitat. Va suposar que el fet que la Lluna giri al voltant de la Terra en lloc de sortir projectada en línia recta es deu a la presència d'una força que l'empeny cap a la Terra i la fa descriure una circumferència. Va anomenar a aquesta força gravetat i va suposar que actuava a distància, car no hi ha res que connecti físicament la Terra i la Lluna. Newton va demostrar que la mateixa força que fa caure un objecte sobre la Terra, manté a la Lluna en la seva òrbita. A partir de les lleis de Kepler, va deduir la llei de la gravitació universal: tot parell de partícules s'atreuen amb una força inversament proporcional al quadrat de la seva distància i directament proporcional al producte de les seves masses.